# Tramwaje w Lawton
Tramwaje w Lawton − zlikwidowany system komunikacji tramwajowej w Lawton w Stanach Zjednoczonych, działający w latach 1914−1927.

## Historia
Pierwsze plany budowy w Lawton powstały w 1908, jednak wówczas ich nie zrealizowano. 11 lipca 1914 uruchomiono pierwsze tramwaje elektryczne na linii do Fort Sill. Linia ta miała długość 11 km. Po I wojnie światowej planowano linię wydłużyć w Fort Sill do Park Hotel, lecz tych planów nie zrealizowano. System zlikwidowano 11 listopada 1927. Operatorem sieci tramwajowej o szerokości toru 1435 mm była spółka Lawton Railway & Light Company. 